# Atlanta (Illinois)
Atlanta es una ciudad ubicada en el condado de Logan en el estado estadounidense de Illinois. En el Censo de 2010 tenía una población de 1692 habitantes y una densidad poblacional de 513,59 personas por km².

## Geografía
Atlanta se encuentra ubicada en las coordenadas 40°15′49″N 89°13′51″O / 40.26361, -89.23083. Según la Oficina del Censo de los Estados Unidos, Atlanta tiene una superficie total de 3.29 km², de la cual 3.27 km² corresponden a tierra firme y (0.63%) 0.02 km² es agua.

## Demografía
Según el censo de 2010, había 1692 personas residiendo en Atlanta. La densidad de población era de 513,59 hab./km². De los 1692 habitantes, Atlanta estaba compuesto por el 97.81% blancos, el 0.3% eran afroamericanos, el 0.12% eran amerindios, el 0.35% eran asiáticos, el 0% eran isleños del Pacífico, el 0.53% eran de otras razas y el 0.89% pertenecían a dos o más razas. Del total de la población el 1.54% eran hispanos o latinos de cualquier raza.